# カッサラ州
カッサラ州（カッサラしゅう、Kassala）は、スーダンの州。スーダン東部に位置し、北をナイル川州と紅海州に、東をエリトリアに、南をガダーレフ州に、西をハルツーム州にそれぞれ接する。面積36,710km²、人口251万9,100人（2018年推計）。州都はカッサラ。他に、アロマやハミシュコレブなどの都市がある。
2020年、隣国のエチオピア北部ティグレ州でエチオピア政府軍とティグレ人民解放戦線の紛争が始まると、2万人を超す難民がカッサラ州や隣のガダーレフ州に流入した。